# Mesochorus phyllodectae
Mesochorus phyllodectae là một loài tò vò trong họ Ichneumonidae.